# Хенкок (Ајова)
Хенкок (енгл. Hancock) град је у америчкој савезној држави Ајова. По попису становништва из 2010. у њему је живело 196 становника.

## Демографија
Према попису становништва из 2010. у граду је живело 196 становника, што је -11 (-5.3%) становника више него 2000. године.
| Група             | 2000.       | 2010.       |
| Белци             | 204 (98,6%) | 187 (95,4%) |
| Афроамериканци    | 0 (0,0%)    | 0 (0,0%)    |
| Азијати           | 0 (0,0%)    | 0 (0,0%)    |
| Хиспаноамериканци | 2 (1,0%)    | 5 (2,6%)    |
| Укупно            | 207         | 196         |